# 緜諸
綿諸，先秦部落国家，春秋时期西戎八国之一，在今甘肃省天水市东，又称緜诸、居緜、緜叙。
春秋战国时期，與華夏同源的西戎在西北地区形成了十多個小国，见于史书者有绵诸、翟戎、邽戎、猑夷、冀戎、大荔戎、乌氏戎、朐衍戎和义渠戎等等九邦，綿諸大约在西周末年由西向东迁而进入甘肃省，在以今天天水市社棠为中心并包括天水东南和清水县南一带的地区活动，《汉书·地理志》天水郡有绵诸道。唐朝《括地志》绵诸城在秦州秦岭县（贞观十七年并入清水县）北五十六里。约今天水市社棠镇北坪邽山下。春秋战国时居陇山以西，今甘肃清水河西南绵诸水流域。秦国向西发展，与其发生关系。
公元前623年，秦穆公策反绵诸派往秦国的使臣由余，西攻绵诸，在酒樽之下活捉了绵诸王，而后绵诸與十多个西戎小国臣服于秦，史称「秦穆公霸西戎」。此后一百五十余年间，绵诸未被秦所灭，而且与秦保持着友好关系。秦厉共公六年（前471年）“义渠来赂，绵诸乞援”。至秦厉共公二十年（公元前457年），秦国再次发兵攻打绵诸。秦灵公八年（前417年）后，綿諸与秦战争不断。最终在秦惠公五年（前395年），秦国灭亡綿諸，而后绵诸不见于史，其故地隸屬陇西郡管辖。